# Strood Extra
Strood Extra var en civil parish från 1894 till 1934 då den blev en del av Rochester och Cuxton, i grevskapet Kent, i England. Civil parish hade 618 invånare år 1931.